# Der Jäger Gracchus
Der Jäger Gracchus ist eine fragmentarische Erzählung von Franz Kafka, die 1917 entstand und postum veröffentlicht wurde. Sie erzählt von einem Toten, der nicht zur Ruhe kommen kann.

## Inhalt
In dem südlichen Ort Riva am See kommt im Hafen eine Barke an. Eine Bahre, darauf ein Mensch mit verwildertem Äußeren, wird herausgetragen und in einem Haus, anscheinend Schule oder Knabeninternat, in ein Zimmer gebracht. Salvatore, der Bürgermeister von Riva, tritt auf und begibt sich dort hinein. Eine große Taube hatte ihm nachts die Ankunft des Toten angekündigt. Der Mann auf der Bahre schlägt die Augen auf. Er sagt, dass er der tote Jäger Gracchus sei, der in Deutschland im Schwarzwald tödlich abgestürzt sei, als er eine Gämse verfolgt habe. Er könne aber nicht im Totenreich ankommen. Sein Todeskahn habe die Fahrt verfehlt, vielleicht wegen der Unachtsamkeit des Bootsmannes. Dem Jäger Gracchus wäre der Tod sehr willkommen, aber er muss immer weiter durch die Welt segeln. In seiner Kajüte liegend, mit einem Frauentuch bedeckt, blickt er auf ein rätselhaftes Bild mit einem bewaffneten Buschmann, der mit seinen Speer scheinbar auf ihn zielt. Der Bürgermeister fragt nach der Schuld an dem Ganzen und auch, ob der Jäger in Riva bleiben wolle. Gracchus antwortet, mit seinem letzten Satz, nur vage: „Mein Kahn ist ohne Steuer, er fährt mit dem Wind, der in den untersten Regionen des Todes bläst.“

## Hintergrund
Franz Kafka hielt sich 1909 und 1913 in Riva am Gardasee auf, dem Vorbild für den idyllischen Ort der vorliegenden Erzählung.
Neben diesem Text gibt es noch weitere Texte zum Thema: einen Monolog des Gracchus und ein Gespräch mit einem unwissenden Menschen, der die nun 1500 Jahre zurückliegende Gracchus-Geschichte gar nicht kennt.
Ein Bezug des Namens Gracchus zu den Persönlichkeiten der römischen Geschichte, den Konsuln und Volkstribunen, ist nicht ohne weiteres erkennbar. Die Bedeutung des lateinischen Namens („der Gnadenreiche“) wird hier auf jemanden angewendet, dem ausdrücklich die Gnade des ersehnten Todes versagt ist.
Kafka wird eher auf gracchio, das italienische Wort für Dohle (im Tschechischen: Kavka = Dohle), angespielt haben, um so eine Identifizierung seiner eigenen Person mit der Gestalt des Jägers literarisch ins Spiel zu bringen.

## Interpretationsansätze
Die Erzählung beginnt mit der stimmungsvollen Beschreibung eines südlichen Ortes. Aber bereits innerhalb des ersten Absatzes verändert sich der Text ins Bedrohliche. Eine Barke schwebt in den Hafen, die eine Bahre mit einem daraufliegenden Menschen enthält (Assoziation an das bekannte Heine-Gedicht, beginnend „Eine starke schwarze Barke …“).
Die neun Sätze der Eröffnung fixieren jeweils eine genau umrissene Momentaufnahme, es sind geschlossene Standbilder, die sich zu einer Reihe ohne klare Erzählstruktur fügen. Jeder Satz steht für sich allein. Es entwickelt sich ein panoramaartiger Zusammenhang beim Leser, der die Einzelteile entsprechend dem Verfahren des Stereoskops zum Ganzen verbindet.
Die Erzählung ist bis zum Ende geprägt von der Beschreibung eines quälenden, nicht zu Ende zu führenden Übergangsstadiums des Jägers, der sich in einem Mahlstrom eines fortwährenden Lebens befindet.
Bei der Beschreibung des Gracchus-Schicksals werden alte Mythen verwendet, aber in modifizierter Bedeutung und verfremdeter Darstellung:
- Gracchus – Der wilde Jäger Orion; der Ewige Jude Ahasver (vgl. die Frage des Bürgermeisters nach der Schuld)
- Bootsmann – Fährmann Charon
- Taube – Symboltier für den Heiligen Geist
- Buschmann – Symbolfigur eines Tötungswillens
- Gämse – weibliche Verlockung.

## Zitate
- „Immer bin ich in Bewegung. Nehme ich aber den größten Aufschwung und leuchtet mir schon oben das Tor, erwache ich auf meinem alten, in irgendeinem irdischen Gewässer öde steckenden Kahn.“

- „Niemand wird lesen, was ich hier schreibe, niemand wird kommen, mir zu helfen; […] Der Gedanke, mir helfen zu wollen, ist eine Krankheit und muß im Bett geheilt werden.“

## Rezeption
- Stach (S. 428): „Was uns in Händen bleibt, ist ein Erzählbeginn von beinahe schmerzlicher Schönheit, eine totlebendige, geräuschlose Szenerie, ausdrücklich in Riva und dennoch im Nirgendwo, das Fragment eines Stummfilms, oder besser noch: eines Films, dessen Tonspur leer ist, dessen leises Knistern aber die Erwartung von Ungeheurem weckt:“

- Ries (S. 99) sieht Desorientierung, dargestellt durch die Akausalität des Handlungsgeschehens, der Unbestimmtheit des Handlungsraumes und der Deformation klassischer Motivtradition.

- Alt (S. 568) sieht einen Bezug zu Kafkas Schaffen, weil dieser in seinen Werken fast immer um Annäherung an die letzten Dinge und um Fertigstellung und Abschluss seiner Schriften gerungen hat; meist ist er daran gescheitert. Er befand sich schriftstellerisch sozusagen in der Rolle des nicht zu einem Ende findenden Gracchus.

- W. G. Sebald setzt in seinem Prosawerk Schwindel. Gefühle. das Bild des Jägers Gracchus als zentrales Motiv ein, und zwar jenen Moment in Kafkas Erzählung, als in den Hafen von Riva „eine Barke schwebte“ und wo es dann heißt: „Zwei andere Männer in dunklen Röcken mit Silberknöpfen trugen hinter dem Bootsmann eine Bahre, auf der unter einem großen, blumengemusterten, gefransten Seidentuch offenbar ein Mensch lag.“ Dieser Satz, nur jeweils geringfügig variiert, findet sich in allen vier Erzählungen von Schwindel. Gefühle. Einmal deutet der Erzähler eine mögliche Deutung an, wenn er schreibt, „es [komme] ihm vor, als bestünde der Sinn der unablässigen Fahrten des Jägers Gracchus in der Abbuße einer Sehnsucht nach Liebe“.[7]

## Ausgaben
- Sämtliche Erzählungen. Herausgegeben von Paul Raabe, Fischer-Taschenbuch-Verlag, Frankfurt am Main 1970, ISBN 3-596-21078-X.
- Die Erzählungen. Originalfassung, herausgegeben von Roger Herms, Fischer Verlag 1997, ISBN 3-596-13270-3.
- Nachgelassene Schriften und Fragmente 1. Herausgegeben von Malcolm Pasley, Fischer, Frankfurt am Main, 1993, ISBN 3-10-038148-3, S. 305–313, 378–384.
- Tagebücher. Herausgegeben von Hans-Gerd Koch, Michael Müller und Malcolm Pasley, Fischer, Frankfurt am Main 1990, S. 810 f.

## Sekundärliteratur
- Peter-André Alt: Franz Kafka. Der ewige Sohn. Eine Biographie. Verlag C. H. Beck, München 2005, ISBN 3-406-53441-4.
- Peter-André Alt: Kafka und der Film. Verlag C. H. Beck, München 2009, ISBN 978-3-406-58748-1.
- Bernard Dieterle: Kleine nachgelassene Schriften und Fragmente 2. In: Manfred Engel, Bernd Auerochs (Hrsg.): Kafka-Handbuch. Leben – Werk – Wirkung. Metzler, Stuttgart / Weimar 2010, ISBN 978-3-476-02167-0, S. 260–280, bes. 273–276.
- Manfred Engel: Kafka und die moderne Welt. In: Manfred Engel, Bernd Auerochs (Hrsg.): Kafka-Handbuch. Leben – Werk – Wirkung. Metzler, Stuttgart / Weimar 2010, ISBN 978-3-476-02167-0, S. 498–515, bes. 511 f.
- Gunter Mecke: Der Jäger Gracchus: Kafkas Geheimnis. In: Psyche, Jg. 35 (1981), Heft 3, S. 209–236.
- Wiebrecht Ries: Kafka zur Einführung. Junius, Hamburg 1993, ISBN 3-88506-886-9.
- Reiner Stach: Kafka – Die Jahre der Entscheidungen. Fischer Verlag, Frankfurt am Main 2004, ISBN 978-3-596-16187-4.
- Bettina von Jagow, Oliver Jahraus (Hrsg.): Kafka-Handbuch Leben – Werk – Wirkung. Vandenhoeck & Ruprecht, Göttingen 2008, ISBN 978-3-525-20852-6.